# Eria lindleyi
Eria lindleyi är en orkidéart som beskrevs av George Henry Kendrick Thwaites. Eria lindleyi ingår i släktet Eria och familjen orkidéer.
Artens utbredningsområde är Sri Lanka. Inga underarter finns listade i Catalogue of Life.